# Zotalemimon chapaensis
Zotalemimon chapaensis es una especie de escarabajo longicornio del género Zotalemimon, tribu Desmiphorini, subfamilia Lamiinae. Fue descrita científicamente por Breuning en 1966.

## Descripción
Mide 11 milímetros de longitud.

## Distribución
Se distribuye por Vietnam.